# Coupe de Jordanie féminine de football
La coupe de Jordanie féminine de football est une compétition féminine de football dans laquelle s'affrontent les meilleures équipes de Jordanie.

## Format
La compétition se déroule sous forme de tournoi à élimination directe.

## Palmarès
| Édition | Vainqueur       | Finaliste  | Score |
| ------- | --------------- | ---------- | ----- |
| 2019    | Shabab Al-Ordon | Amman Club |       |
| 2022    | Al-Ahli         | Al-Ittihad | 1-0   |
| 2024    | Etihad Club     |            |       |